# انقراض بشر

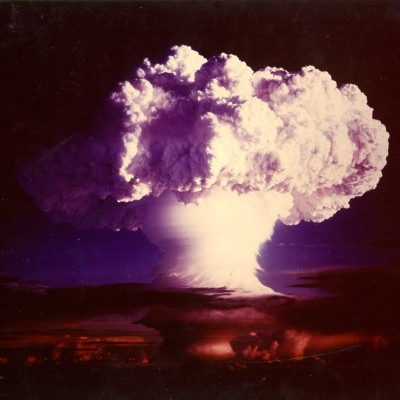
جنگ هسته‌ای یکی از دلایل اغلب پیش‌بینی‌شده برای انقراض بشر است.

انقراض بشر یکی از فرضیات برای ادامهٔ حیات گونهٔ انسان‌ها است. انقراض بشر تاکنون در حالات مختلفی از جمله به شیوهٔ علمی، در فرهنگ عامه و همچنین در ادیان مختلف مورد بحث و توجه واقع شده‌است. این مقاله به خطرات موجود برای انقراض بشر می‌پردازد.
انسان‌ها به صورت گسترده و با شرایط محیطی مختلفی بر روی زمین در حال زندگی هستند و در شرایط متفاوتی نیز ممکن است بتوانند به زندگی خود ادامه دهند؛ در نتیجه برای انقراض بشر باید کل سیارهٔ زمین را نابود و غیرقابل زیستن کرد تا دیگر کسی نتواند برای زندگی کردن دوام بیاورد. انقراض موجودات زندهٔ زمین در گذشته نیز اتفاق افتاده‌است (انقراض دایناسور‌ها و عصر یخبندان) و باید این مسئله را طبیعی برشمرد.
می‌توان انقراض بشر در آینده‌ای نزدیک را به ۴ صورت بررسی کرد:
1. نابودی جهان به‌وسیلهٔ بمب‌های اتمی
2. نابودی جهان به‌وسیلهٔ عوامل طبیعی همانند بدی آب و هوا (عصر یخبندان) یا گردبادهای عظیم یا آتشفشان‌های فعال بسیار بزرگ که این وقایع خود مشکلاتی برای نوع بشر به وجود می‌آورد و خطر از بین رفتن آن‌ها را محتمل می‌سازد.
3. یکی دیگر از دلایل انقراض بشر می‌تواند بیماری‌های واگیردار و عفونی باشد که فقط ممکن است تعداد کمی از انسان‌ها از این بیماری جان سالم به در برند.
4. نابودی به وسیله هوش مصنوعی[ربات‌های هوشمند و فناورانه]

همان‌گونه که فناوری رو به پیشرفت است، افراد یا دولت‌های ستیزه‌گر جهانی ممکن است از فناوری سوء استفاده کنند و برای سایر ملت‌ها و همچنین خودشان خطراتی فراهم آورند. این در حالی است که فناوری به‌صورت بالقوه و ذاتاً انسان را رو به تعادل می‌برد و سرکشی برخی انسان‌ها به‌خاطر جاه‌طلبی آن‌ها است.
این نکته را باید با اهمیت بیشتری مورد توجه قرار داد که بین انقراض بشر و انقراض حیات بر روی زمین باید تفاوت قائل شد. همچنین بین انقراض بشر و انقراض نسل بشر باید تفاوت‌هایی را قائل شد. انقراض بشر به معنی منقرض‌شدن کلی انسان‌هاست. انقراض نسل بشر به مفهوم منقرض شدن نسل موجود از انسان‌های حال حاضر هستی را می‌باشد.

## احتمالات
خطرهایی که می‌تواند باعث انقراض نسل بشر یا نابودی کره زمین شود (به نقل از "بنیاد چالش‌های جهانی" و "موسسه آینده بشریت"):

### تغییر شدید آب و هوای زمین
اگر تغییرات آب و هوای زمین از پیش‌بینی‌ها شدیدتر باشد، چرخه بازخورد (Feedback loops) ممکن است متوسط دمای کره زمین را ۴ تا ۶ درجه نسبت به دوران ماقبل صنعتی بیشتر کند و در نتیجه گاز متان از پرمافراست (زمین‌های یخزده سیبری) متصاعد شود یا جنگل‌های آمازون به علت عوامل بیماری‌زا یا باران‌های اسیدی از میان برود. گرم شدن هوای زمین به کشورهای در حال توسعه آسیب شدیدتری خواهد زد و اگر این گرم شدن شدید باشد این کشورها ممکن است کاملاً غیرقابل سکونت شوند.
در این سناریو، احتمال قحطی و مرگ در ابعاد وسیع، فروپاشی اجتماعی و مهاجرت وسیع زیاد است. اگر تغییرات شدید در کشاورزی و صنایع وابسته به زیست‌بوم را در نظر بگیریم احتمال تنش جهانی و نابودی تمدن‌ها وجود دارد. تاریخ هم شاهدی بر این مدعاست؛ تغییرات آب و هوا در نابودی تمدن‌ها نقش داشته‌اند.

### شیوع جهانی بیماری‌های عفونی
تمام عواملی که برای شیوع یک بیماری کشنده و بسیار مسری لازم است هم‌اکنون فراهم هستند: غیرقابل علاج بودن (ابولا)، کشندگی نزدیک به صد در صد (هاری)، قابلیت سرایت بسیار زیاد (کرونا) (سرماخوردگی) و دوره نهفتگی طولانی (اچ‌آی‌وی).
اگر تمام این قابلیت‌ها در یک ارگانیسم جمع شود (همان‌طور که ویروس آنفلوانزا توانسته برخی ویژگی‌های انواع دیگر ویروس را در خود جمع کند) آمار مرگ خیره‌کننده خواهد بود. با وجود پیشرفت دانش و امکانات پزشکی، سهولت سفر و تراکم جمعیت نسبت به زمان‌های گذشته احتمال همه‌گیری عفونت‌ها را بیشتر کرده‌است.
و نکته مهم این است که در صورت جهش این ویروس‌ها، ویروس به‌طور متناوب قدرتمندتر خواهد شد و احتمال اینکه نتوان آن را مهار کرد، وجود دارد. به یاد بیاورید زمانی که کشتی تایتانیک با کوه یخ برخورد کرد در ابتدا هیچ‌یک از مسافران به اتفاق هولناکی که در انتظار آنان بود واقف نبودند و شاید شیوع یک بیماری ویروسی در ابتدا این چنین باشد.

### جنگ اتمی
احتمال جنگ اتمی بین آمریکا و روسیه به نسبت دوران جنگ سرد کاهش چشمگیری پیدا کرده اما هنوز مرتفع نشده‌است. برخی حتی در قرن آینده هم ده درصد خطر برای جنگ اتمی قائلند. میزان حادی خطر بستگی به این دارد که آیا این جنگ زمستان و یخبندان اتمی ایجاد کند یا نه. در جنگ اتمی لایه اوزون تخریب خواهد شد و توفان آتش (Firestorm) شهرها را در خواهد نوردید و قحطی جهان‌گیر و جوامع نابود خواهند شد.
این موضوع می‌تواند به جنگ جهانی سوم مربوط باشد که علاوه بر تأثیرات فاجعه‌بار زیست‌محیطی و انسانی، منجر به زمستان و یخبندان اتمی شدید در سطح کره زمین می‌گردد.

### نابودی زیست‌بوم
اگر تغییری بسیار شدید و دائمی در ظرفیت اکوسیستم برای زندگی تمام موجودات ایجاد شود ممکن است انقراض موجودات در سطحی وسیع رخ دهد و انسان نیز به عنوان یکی از موجودات طبیعت تحت تأثیر قرار خواهد گرفت.
البته بشر ممکن است سبک زندگی فعلی خود را در یک اکوسیستم نسبتاً مستقل با هزینه نسبتاً کم حفظ کند، اما در صورت بحران زیست‌بوم انجام چنین کاری یک چالش تکنولوژیک خواهد بود که البته در کنار آن مسئله اخلاقی هم مطرح می‌شود.

### فروپاشی نظام جهانی
فروپاشی نظام مالی و اجتماعی در سطح وسیعی
تبعات بسیار گسترده‌ای خواهد داشت. فروپاشی نظام‌های مالی معمولاً با ناآرامی اجتماعی و هرج و مرج همراه است. نظام مالی و سیاسی دنیا شبکه‌ای درهم پیچیده و ظریف از عوامل مختلف است که آن‌ها را در مقابل فروپاشی سیستم آسیب‌پذیر می‌کند؛ بنابراین با اینکه اجزاء سیستم تک تک قادر به انجام وظایف خود هستند، فروپاشی سیستم آن‌ها را در وضعیت آسیب‌پذیری و ناکارآمدی قرار می‌دهد.
چنین پدیده‌هایی پیش از این در زیست‌بوم، نظام مالی و زیرساخت‌های اساسی مثل نیروگاه‌ها مشاهده شده‌است. احتمال چنین فروپاشی‌ای وقتی زیاد می‌شود که سیستم‌های مستقلی که به هم وابسته هستند، زیاد باشد.

### آتشفشانی عظیم
- همچنین ببینید: ابرآتشفشان و زمستان آتشفشانی

هر آتش فشانی بالقوه می‌تواند معادل هزاران کیلومتر مکعب گدازه و خاکستر فوران کند. خطر وقتی است که ذرات هواپخش (aerosol) و گرد و غبار به لایه‌های بالای جو برسند. اگر این اتفاق در میزان وسیع رخ دهد، این ذرات نور خورشید را جذب و «زمستان آتشفشانی» ایجاد خواهد شد. فوران آتش فشان پیناتوبو در سال ۱۹۹۱، دمای سطح زمین را در عرض سه سال نیم درجه سانتی‌گراد کم کرد. گمان می‌رود که فوران آتش‌فشان توبا که حدود هفتاد هزار سال پیش رخ داد، دمای کره زمین را به مدت دو قرن کاهش داده باشد. تأثیر چنین آتش‌فشان‌هایی را می‌توان با انفجار اتمی مقایسه کرد. فوران آتش‌فشان می‌تواند شدیدتر از انفجار اتمی باشد اما احتمال ایجاد توفان آتش بسیار کمتر است.

### برخورد یک سیارک بزرگ با زمین
برخورد سیارک‌هایی با قطر بیش از پنج کیلومتر هر بیست میلیون سال یک بار اتفاق می‌افتد اما انرژی‌ای که آزاد می‌شود صدها هزار برابر قوی‌ترین بمب اتمی موجود است. چنین برخوردی می‌تواند منطقه‌ای به مساحت کشور هلند را نابود کند. اما خطر برخورد سیارک به تأثیر مستقیم برخورد خلاصه نمی‌شود. گرد و غبار حاصل آن می‌تواند خورشید را بپوشاند و «زمستان برخوردی» ایجاد کند. غذا کم و قحطی و مرگ گسترده خواهد بود و احتمال بی‌ثباتی جوامع وجود دارد.

### دستکاری در زیست‌شناسی
- همچنین ببینید: دستکاری ژنتیکی و جنگ بیولوژیک

طراحی و ساخت سیستم‌ها، موجودات و ابزارهای بیولوژیک با هدف مشخص کاربردهای فراوانی خواهد داشت. فعلاً دخالت بشر در نظام موجود و دستکاری در خود-تنظیمی این سیستم‌ها در مراحل اولیه است، اما به سرعت پیشرفت می‌کند. یکی از خطرناک‌ترین عواقب می‌تواند طراحی و ایجاد ارگانیسم بیماری‌زایی باشد که انسان یا یک جزء بسیار حیاتی زیست‌بوم را هدف قرار دهد. چنین اتفاقی ممکن است از دل صنایع نظامی یا شرکت‌های تجاری بیرون آید یا محصول جنگ تروریستی یا جنگ بیولوژیک باشد (مثلاً از راه تحقیقات مشروعی که محصولات با کاربرد دوگانه تولید می‌کنند). شاید هم این ارگانیسم‌ها به‌طور تصادفی یا عمدی از یک آزمایشگاه تحقیقاتی به بیرون راه پیدا کند. اگر یک ارگانیسم مهندسی شده، وارد زیست‌بوم یا نظام اقتصادی شود، عواقب آن بسیار وخیم‌تر خواهد شد.

### نانوتکنولوژی
- همچنین ببینید: سلاح‌های کشتار جمعی

به‌کارگیری فرآیندهای تولید در سطح اتم یا مولکول به تولید محصولاتی جدید منجر شده‌است، مثلاً ساخت موادی بسیار مقاوم یا مواد هوشمند. گسترش این فناوری باعث آسانی تولید سلاح‌های متعارف یا سلاح‌های جدید خواهد شد چرا که تولید در سطح اتم، برای افراد و گروه‌ها امکان‌پذیر شده‌است.
خطر دیگر، استفاده از نانوتکنولوژی برای تولید سلاح اتمی است. اما از طرف دیگر بسیاری از معضلات فعلی دنیا را نانوتکنولوژی می‌تواند حل کند، مثل از بین رفتن منابع طبیعی، آلودگی محیط زیست، تأمین آب سالم و حتی فقر. اما برخی درصدد تولید نانوماشین‌هایی هستند که قابلیت خودتکثیری داشته باشند، چنین ماشین‌هایی ممکن است تمام منابع طبیعت را مصرف کرده و خطری عظیم ایجاد کنند.

### هوش مصنوعی
هوش مصنوعی هوشی است که ماشین یا نرم‌افزار از خود نشان می‌دهد تا محیط اطرافش را شناسایی و احتمال موفقیتش را افزایش دهد.
چنین هوش‌هایی را نمی‌توان به آسانی کنترل کرد، کنترل هوش مصنوعی هم برای سازنده دشوار است هم برای دیگران. اگر انگیزه استفاده از این فناوری ارزش‌های انسانی نباشد، ممکن است به جهانی بدون انسان ختم شود. هوش مصنوعی پیشرفته می‌تواند خطری منحصر به فرد و وحشتناکی ایجاد کنند که به انقراض بشر منجر شود. اما این فناوری قابلیت آن را دارد که راه‌حل‌هایی استثنایی برای مشکلات بشر هم پیدا کند. یکی از احتمالات اسکن کل مغز انسان و تولید و قرار دادن آن در داخل یک ماشین است، به این ترتیب هوش مصنوعی می‌تواند مغز طبیعی بشر را بسازد که در این صورت کاربردهای زیادی خواهد داشت.

### بد اداره کردن جهان
در اداره جهان دو نوع فاجعه ممکن است اتفاق بیفتد: ناتوانی در حل مشکلی بزرگ که قابل حل است یا ایجاد مشکلاتی تازه به مراتب بزرگتر از مشکلات موجود.
برای مشکل نخست می‌توان به عنوان مثال به ریشه کن نشدن فقر مطلق اشاره کرد و برای مورد دوم به ایجاد یک حکومت خودکامه جهانی. تغییر فناوری، سیاست و اجتماع می‌توانند به نوع جدیدی از حکومت منجر شود که می‌تواند بهتر یا بسیار بدتر از نمونه‌های کنونی باشد. پیش‌بینی این فجایع حکومتی دشوار است و برای سنجش پیامدهای آن باید به پرسش‌هایی از این دست پاسخ داد: آیا یک حکومت خودکامه جهانی فاجعه بارتر است یا تداوم فقر یا مرگ میلیون‌ها نفر یا فروپاشی تمدن‌ها؟

### ناشناخته‌ها
هر یک از این ناشناخته‌ها بعید است که به خودی خود مشکل‌ساز باشند، اما وقتی در کنار هم قرار بگیرند می‌توانند فاجعه ایجاد کنند.
برای مثال تناقض فرمی (Fermi paradox) را در نظر بگیرید. این تناقض به تضاد آشکار بین احتمال وجود موجودات هوشمند در فضا و اینکه بشر مطلقاً به هیچ نشانه‌ای از این موجودات دست نیافته اشاره دارد. یکی از توضیحات موجود برای این تناقض این است که حیات هوشمند پیش از آنکه به حد سفر به کهکشان برسد خود را نابود می‌کند.
همه خطرات شناخته‌شده نیستند و احتمال ایجاد خطرات جدید هم منتفی نیست. پایداری برای بقا و تلاش برای بازسازی پس از فاجعه می‌تواند خطر ناشناخته‌ها را کم کند، اما بی تردید در این زمینه نیاز به سرمایه‌گذاری بیشتری است.